# Второй конгресс восточных женщин
Второй конгресс восточных женщин (перс. کنگره نسوان شرق‎, англ. Second Eastern Women's Congress) — международная женская конференция в Иране.
Конгресс проходил в Тегеране, Иран, с 27 ноября по 2 декабря 1932 года. Это была вторая международная конференция по объединению женских организаций Ближнего Востока после Первого Восточного женского конгресса.

## История
Конгресс был организован при королевской поддержке ведущей иранской организации по защите прав женщин «Патриотическое женское общество» под руководством Ашраф Пехлеви с участием представителей из арабского мира и Восточной Азии. Пехлеви была почетным президентом Конгресса, а Седика Довлатабади — его секретарем. Шайх-аль-Молк Оуранг (Šayḵ-al-Molk Owrang) из Ливана — президент конгресса, а Фатема Саид Мерад (Fāṭema Saʿīd Merād) из Сирии, Хонайна Хурия (Ḥonayna Ḵūrīya) из Египта и Мастура Афшар (Mastūra Afšār) из Персии входили в организационный комитет.
Конгресс проходил в Тегеране, Иран, с 27 ноября по 2 декабря 1932 года. Это была вторая международная конференция по объединению женских организаций Ближнего Востока после Первого конгресса восточных женщин.

## Участники
В Конгрессе приняли участие представители Афганистана, Австралии, Китая, Египта, Греции, Индии, Индонезии, Ирака, Японии, Ливана, Персии, Сирии, Туниса, Турции и Занзибара. Конгресс обсудил положение женщин в своих странах, и обсуждались такие вопросы, как угнетённое положение женщин в мусульманском мире, в частности, неграмотность и униженное положение женщин в браке.

## Итоги
Конгресс одобрил резолюцию по 22 темам, рекомендовавшую реформировать семейное право, исламское право, избирательное право женщин, запрет на полигамию и проституцию, доступ к образованию, работе и равной заработной плате для женщин, а также искоренение неграмотности среди взрослых женщин.